# Leioproctus
Leioproctus is een geslacht van vliesvleugelige insecten uit de familie Colletidae.

## Soorten
Deze lijst van 340 stuks is mogelijk niet compleet.
- L. abdominalis (Smith, 1879)
- L. abdominis (Michener, 1965)
- L. abnormis (Cockerell, 1916)
- L. acaciae (Rayment, 1939)
- L. advena (Smith, 1862)
- L. albopilosus (Rayment, 1930)
- L. albovittatus (Cockerell, 1929)
- L. alienus (Smith, 1853)
- L. alismatis (Ducke, 1908)
- L. alleynae (Rayment, 1935)
- L. alloeopus (Maynard, 1991)
- L. amabilis (Smith, 1879)
- L. andinus (Herbst, 1923)
- L. antennatus (Smith, 1879)
- L. anthracinus (Michener, 1989)
- L. apicalis (Cockerell, 1921)
- L. argentifrons (Smith, 1879)
- L. arnauellus (Michener, 1989)
- L. arnaui (Moure, 1949)
- L. asper (Maynard, 1997)
- L. atacama (Toro, 1970)
- L. atronitens (Cockerell, 1914)
- L. aurescens (Cockerell, 1921)
- L. aurifrons (Smith, 1853)
- L. australiensis (Dalla Torre, 1896)
- L. bacchalis (Cockerell, 1914)
- L. baeckeae (Rayment, 1948)
- L. basirufus (Schrottky, 1920)
- L. bathycyaneus (Toro, 1973)
- L. bicellularis (Ducke, 1910)
- L. bicristatus (Cockerell, 1929)
- L. bigamicus (Strand, 1910)
- L. bimaculatus (Smith, 1879)
- L. bipectinatus (Smith, 1856)
- L. boltoni (Cockerell, 1904)
- L. boroniae (Cockerell, 1921)
- L. brunerii (Ashmead, 1899)
- L. caeruleotinctus (Cockerell, 1905)
- L. caerulescens (Cockerell, 1929)
- L. calcaratus (Michener, 1965)
- L. callurus (Cockerell, 1914)
- L. canutus (Houston, 1990)
- L. capillatus (Rayment, 1935)
- L. capito (Houston, 1990)
- L. cardaleae (Maynard, 1997)
- L. carinatifrons (Cockerell, 1929)
- L. carinatulus (Cockerell, 1905)
- L. carinatus (Smith, 1853)
- L. castaneipes (Cockerell, 1914)
- L. cearensis (Ducke, 1908)
- L. cinereus (Smith, 1853)
- L. clarki (Cockerell, 1929)
- L. clarus (Rayment, 1935)
- L. clypeatus (Cockerell, 1916)
- L. coloratipes (Cockerell, 1933)
- L. colletellus (Cockerell, 1905)
- L. confusus (Cockerell, 1904)
- L. conospermi (Houston, 1989)
- L. contrarius (Michener, 1965)
- L. crassipunctatus (Urban, 1995)
- L. crenulatus (Michener, 1965)
- L. cristariae (Jörgensen, 1912)
- L. cristatus (Smith, 1853)
- L. cupreus (Smith, 1853)
- L. cyaneorufus (Cockerell, 1930)
- L. cyanescens (Cockerell, 1929)
- L. cyaneus (Cockerell, 1915)
- L. cyanurus (Cockerell, 1914)
- L. cygnellus (Cockerell, 1905)
- L. chalcurus (Cockerell, 1921)
- L. chalybeatus (Erichson, 1841)
- L. chrysostomus (Cockerell, 1917)
- L. davisi (Maynard, 1994)
- L. decoloratus (Ducke, 1908)
- L. delahozii (Toro, 1973)
- L. deltivagus (Ogloblin, 1948)
- L. dentatus (Rayment, 1931)
- L. dentiger (Cockerell, 1910)
- L. diodontus (Cockerell, 1929)
- L. dolosus (Michener, 1965)
- L. douglasiellus (Michener, 1965)
- L. duplex (Michener, 1989)
- L. echinodori (Melo, 1996)
- L. elegans (Smith, 1853)
- L. eraduensis (Cockerell, 1929)
- L. eremites (Houston, 1990)
- L. eremitulus (Houston, 1990)
- L. erithrogaster (Toro, 1970)
- L. erythropyga (Maynard, 1997)
- L. eucalypti (Cockerell, 1916)
- L. eugeniarum (Cockerell, 1912)
- L. eulonchopriodes (Michener, 1989)
- L. euphenax (Cockerell, 1913)
- L. excubitor (Houston, 1991)
- L. facialis (Cockerell, 1921)
- L. fallax (Cockerell, 1921)
- L. fasciatus (Schrottky, 1920)
- L. fazii (Herbst, 1923)
- L. ferrisi (Rayment, 1935)
- L. ferrugineus (Moure, 1954)
- L. festivus (Cockerell, 1929)
- L. fiebrigi (Brèthes, 1909)
- L. filamentosus (Rayment, 1959)
- L. fimbriatinus (Cockerell, 1910)
- L. fimbriatus (Smith, 1879)
- L. finkei (Michener, 1965)
- L. flavicornis (Spinola, 1851)
- L. flavitarsus (Toro, 1973)
- L. flavomaculatus (Cockerell, 1905)
- L. flavorufus (Cockerell, 1905)
- L. floccosus (Maynard, 1992)
- L. franki (Friese, 1908)
- L. frankiellus (Michener, 1965)
- L. frenchi (Cockerell, 1929)
- L. friesei (Jörgensen, 1912)
- L. friesellus (Michener, 1965)
- L. fucosus (Michener, 1989)
- L. fulvescens (Smith, 1876)
- L. fulvoniger (Michener, 1989)
- L. fulvus (Moure & Urban, 1995)
- L. gallipes (Cockerell, 1913)
- L. guaritarus (Urban, 1995)
- L. hackeri (Cockerell, 1918)
- L. halictiformis (Smith, 1879)
- L. hamatus (Maynard, 1994)
- L. hardyi (Cockerell, 1929)
- L. helichrysi (Cockerell, 1918)
- L. helmsi (Cockerell, 1929)
- L. herrerae (Toro, 1968)
- L. heterodoxus (Cockerell, 1916)
- L. hillieri (Cockerell, 1914)
- L. hirtipes (Smith, 1878)
- L. hobartensis (Cockerell, 1906)
- L. huakiwi (Donovan, 2007)
- L. hudsoni (Cockerell, 1925)
- L. humerosus (Smith, 1879)
- L. ibanezii (Ruiz, 1944)
- L. ibex (Cockerell, 1914)
- L. ichneumonoides (Cockerell, 1906)
- L. idiotropoptera (Packer, 2006)
- L. ignicolor (Maynard, 1992)
- L. iheringi (Schrottky, 1910)
- L. illawarraensis (Rayment, 1954)
- L. imitator (Rayment, 1959)
- L. imitatus (Smith, 1853)
- L. impatellatus (Michener, 1965)
- L. incanescens (Cockerell, 1913)
- L. incomptus (Cockerell, 1921)
- L. inconspicuus (Michener, 1989)
- L. insularis (Cockerell, 1913)
- L. irroratus (Smith, 1853)
- L. isabelae (Urban, 1995)
- L. jenseni (Friese, 1906)
- L. joergenseni (Friese, 1908)
- L. kalen (Toro, 2000)
- L. kanapuu (Donovan, 2007)
- L. keehua (Donovan, 2007)
- L. kumarina (Houston, 1990)
- L. labratus (Melo, 1996)
- L. lanceolatus (Houston, 1990)
- L. lanhami (Michener, 1965)
- L. laticeps (Friese, 1906)
- L. launcestonensis (Cockerell, 1914)
- L. leaena (Vachal, 1909)
- L. leai (Cockerell, 1913)
- L. leucostomus (Cockerell, 1917)
- L. longipalpus (Houston, 1990)
- L. longipes (Jörgensen, 1912)
- L. lucanus (Houston, 1990)
- L. lucidicinctus (Houston, 1990)
- L. lucidulus (Cockerell, 1933)
- L. macmillani (Houston, 1991)
- L. macrodontus (Rayment, 1935)
- L. maculatus (Rayment, 1930)
- L. malpighiacearum (Ducke, 1907)
- L. maorium (Cockerell, 1913)
- L. maritimus (Cockerell, 1936)
- L. mas (Michener, 1965)
- L. mastersi (Cockerell, 1929)

- L. megachalceus (Cockerell, 1913)
- L. megachalcoides (Michener, 1965)
- L. megadontus (Cockerell, 1913)
- L. melanocyaneus (Toro, 1973)
- L. melanoproctus (Michener, 1965)
- L. melanurus (Cockerell, 1917)
- L. melbournensis (Cockerell, 1910)
- L. metallescens (Cockerell, 1914)
- L. metallicus (Smith, 1853)
- L. microdontus (Cockerell, 1929)
- L. microsomus (Michener, 1965)
- L. mimulus (Cockerell, 1910)
- L. minimus (Michener, 1965)
- L. minor (Moure & Urban, 1995)
- L. minutus (Cockerell, 1916)
- L. missionica (Ogloblin, 1948)
- L. moerens (Vachal, 1909)
- L. moniliformis (Cockerell, 1916)
- L. monticola (Cockerell, 1925)
- L. morsus (Cockerell, 1907)
- L. mourei (Toro, 1968)
- L. mourellus (Michener, 1989)
- L. nanus (Smith, 1879)
- L. nasutus (Houston, 1990)
- L. neotropicus (Friese, 1908)
- L. nicholsoni (Cockerell, 1929)
- L. nigrescens (Cockerell, 1929)
- L. nigriceps (Friese, 1916)
- L. nigrifrons (Michener, 1965)
- L. nigritulus (Cockerell, 1916)
- L. nigroclypeatus (Cockerell, 1910)
- L. nigrofulvus (Cockerell, 1914)
- L. nigropurpureus (Rayment, 1935)
- L. nitidior (Moure, 1956)
- L. nitidulus (Cockerell, 1916)
- L. nomadiformis (Cockerell, 1921)
- L. nomiaeformis (Cockerell, 1930)
- L. nunui (Donovan, 2007)
- L. obscuripennis (Cockerell, 1905)
- L. obscurus (Smith, 1853)
- L. opacior (Cockerell, 1936)
- L. opaculus (Cockerell, 1929)
- L. orientalis (Vachal, 1904)
- L. ornatissimus (Cockerell, 1916)
- L. otautahi (Donovan, 2007)
- L. paahaumaa (Donovan, 2007)
- L. pacificus (Michener, 1965)
- L. pachyodontus (Cockerell, 1915)
- L. palpalis (Ducke, 1908)
- L. pallidicinctus (Rayment, 1953)
- L. pallidus (Cockerell, 1915)
- L. pampeanus (Urban, 1995)
- L. pango (Donovan, 2007)
- L. pappus (Houston, 1989)
- L. paraguayensis (Schrottky, 1907)
- L. pavonellus (Cockerell, 1929)
- L. pekanui (Donovan, 2007)
- L. penai (Toro, 1970)
- L. perezi (Toro, 1970)
- L. perfasciatus (Cockerell, 1906)
- L. perminutus (Cockerell, 1929)
- L. perpolitus (Cockerell, 1916)
- L. persooniae (Rayment, 1950)
- L. peruvianus (Cockerell, 1926)
- L. phanerodontus (Cockerell, 1929)
- L. pharcidodes (Moure, 1954)
- L. philonesus (Cockerell, 1929)
- L. phillipensis (Rayment, 1953)
- L. platycephalus (Cockerell, 1912)
- L. plaumanni (Michener, 1989)
- L. plautus (Maynard, 1991)
- L. plebeius (Cockerell, 1921)
- L. plumosellus (Cockerell, 1905)
- L. plumosus (Smith, 1853)
- L. prolatus (Maynard, 1994)
- L. providellus (Cockerell, 1905)
- L. providus (Smith, 1879)
- L. proximus (Rayment, 1935)
- L. pruinosus (Michener, 1989)
- L. pseudozonatus (Moure, 1954)
- L. punctatus (Smith, 1853)
- L. purpurascens (Cockerell, 1914)
- L. purpureus (Smith, 1853)
- L. pusillus (Cockerell, 1929)
- L. raymenti (Michener, 1965)
- L. rectangulatus (Cockerell, 1910)
- L. recusus (Cockerell, 1921)
- L. regalis (Cockerell, 1921)
- L. rejectus (Cockerell, 1905)
- L. rhodopus (Cockerell, 1914)
- L. rhodurus (Michener, 1965)
- L. roseoviridis (Cockerell, 1905)
- L. rubellus (Smith, 1862)
- L. ruber (Toro, 1970)
- L. rubiginosus (Dalla Torre, 1896)
- L. rubriventris (Friese, 1909)
- L. rudis (Cockerell, 1906)
- L. rudissimus (Cockerell, 1929)
- L. ruficaudus (Michener, 1965)
- L. ruficornis (Smith, 1879)
- L. rufipennis (Cockerell, 1917)
- L. rufipes (Cockerell, 1929)
- L. rufiventris (Spinola, 1851)
- L. rufoaeneus (Friese, 1924)
- L. rufus (Rayment, 1930)
- L. rugatus (Urban, 1995)
- L. saltensis (Friese, 1908)
- L. scitulus (Cockerell, 1921)
- L. semicyaneus (Spinola, 1851)
- L. semilautus (Cockerell, 1905)
- L. semilucens (Cockerell, 1929)
- L. semipurpureus (Cockerell, 1905)
- L. semiviridis (Cockerell, 1930)
- L. sexmaculatus (Cockerell, 1914)
- L. seydi (Strand, 1910)
- L. sigillatus (Cockerell, 1914)
- L. similior (Michener, 1965)
- L. simillimus (Smith, 1879)
- L. simplicicrus (Michener, 1989)
- L. simulator (Michener, 1965)
- L. singularis (Rayment, 1935)
- L. spathigerus (Michener, 1989)
- L. speculiferus (Cockerell, 1921)
- L. spegazzini (Jörgensen, 1912)
- L. stewarti (Rayment, 1947)
- L. stictus (Moure, 1954)
- L. stilborhinus (Moure, 1954)
- L. striatulus (Rayment, 1959)
- L. subdentatus (Rayment, 1931)
- L. subdolus (Cockerell, 1913)
- L. subminutus (Rayment, 1934)
- L. subpunctatus (Rayment, 1935)
- L. subvigilans (Cockerell, 1914)
- L. subviridis (Cockerell, 1915)
- L. tarsalis (Rayment, 1959)
- L. thornleighensis (Cockerell, 1906)
- L. tomentosus (Houston, 1989)
- L. tristis (Spinola, 1851)
- L. tropicalis (Cockerell, 1929)
- L. truncatulus (Cockerell, 1913)
- L. tuberculatus (Cockerell, 1913)
- L. unguidentatus (Michener, 1965)
- L. velutinellus (Michener, 1965)
- L. ventralis (Friese, 1924)
- L. versicolor (Smith, 1853)
- L. vestitus (Smith, 1876)
- L. vigilans (Smith, 1879)
- L. viridescens (Cockerell, 1929)
- L. viridibasis (Cockerell, 1936)
- L. viridicinctus (Cockerell, 1905)
- L. vitifrons (Smith, 1879)
- L. wagenknechti (Toro, 1970)
- L. wagneri (Vachal, 1909)
- L. wahlenbergiae (Michener, 1965)
- L. waipounamu (Donovan, 2007)
- L. waterhousei (Cockerell, 1905)
- L. wilsoni (Rayment, 1930)
- L. worsfoldi (Cockerell, 1906)
- L. xanthosus (Maynard, 1993)
- L. xanthozoster (Maynard, 1997)
- L. zonatus (Moure, 1956)